# Herman Greid
Herman Greid (24 de noviembre de 1892 - 6 de enero de 1975) fue un actor y director teatral y cinematográfico sueco, de origen austriaco, cuya trayectoria desarrolló en Alemania, la Unión Soviética y Suecia.

## Biografía
Su nombre completo era Herman Markus Greid, y nació en Viena, Austria. Greid fue actor durante la República de Weimar, junto a intérpretes como Helene Weigel. Fue director artístico del conjunto teatral agitprop "Truppe im Westen", en Düsseldorf. Tras la llegada al poder de los nazis en 1933, huyó a la Unión Soviética, actuando para una compañía teatral itinerante en Ucrania. Sin embargo, y a pesar de su simpatía por las ideas izquierdistas, acabó criticando al comunismo soviético, al que creía carente de ética. Aun así, y con apoyo soviético, formó parte del bando republicano durante la Guerra Civil Española, pero tras la perder la misma decidió establecerse en Suecia. 
En Suecia, entre otras cosas, Greid trabajó extensamente con Bertolt Brecht durante la estancia de éste en el país en 1939-1940 (ambos vivían en Lidingö). Ya en 1938, Greid había dirigido el estreno sueco de la obra de Brecht Fru Carrars gevär en el Odeonteatern de Estocolmo, dirigiendo también a un elenco de aficionados con la pieza Förhöret med Lukullus. Igualmente hizo teatro político con la compañía teatral de la Organización de la juventud social demócrata de Suecia, "Unga röster" (donde iniciaba su carrera teatral Carl-Gustaf Lindstedt), e hizo algunos papeles cinematográficos en películas suecas entre 1948 y 1957, incluyendo dos dirigidas por Ingmar Bergman.
En 1944 Greid publicó en Suecia la revista alemana en el exilio Freies Deutschland - Schriftenreihe des Freien Deutschen Kulturbundes in Schweden. También escribió una docena de libros a partir de 1943, la mayoría con temática religiosa, entre ellos la obra de teatro Vägen till livet (1953). 
Herman Greid falleció en Estocolmo, Suecia, en el año 1975.

## Filmografía
- 1948 : Hamnstad
- 1949 : Törst
- 1951 : Tull-Bom
- 1954 : Seger i mörker
- 1957 : Far till sol och vår